# Jan Thisted
Jan Thisted (født 1948) er en dansk atlet og læge. Han er medlem af Ben Hur och fra 1975 AK73.
Thisted er i dag praktiserende læge i Tåstrup.

## Danske mesterskaber
- Bronze 1972 Kuglestød 15,69
- Guld 1971 Kuglestød 16,58
- Guld 1971 Kuglestød-inde 15,67
- Sølv 1970 Kuglestød 16,08
- Bronze 1969 Kuglestød 15,45
- Bronze 1968 Kuglestød 14,46

## Personlige rekord
- Kuglestød: 16,58 1971